# Nedroledon anatolicus
Nedroledon anatolicus är en insektsart som beskrevs av Navás 1914. Nedroledon anatolicus ingår i släktet Nedroledon och familjen myrlejonsländor. Inga underarter finns listade i Catalogue of Life.